# Gewinnung und Bearbeitung von Stein
Die Gewinnung und Bearbeitung von Stein umfasst verfahrenstechnische und fertigungstechnische Komponenten.

## Verfahrenstechnik
Die Handhabung von Bruchstein, Feldstein und Gesteinskörnung gehört zum Gebiet der Verfahrenstechnik. Beim Abbau von Naturstein unterscheidet man zwischen Locker-, Halbfest- und Festgestein. Festgestein wird im Steinbruch gewonnen, oft mit Hilfe von Sprengungen. Lockergestein wird im Kiestagebau oder als Lesestein gewonnen. Die meisten Produkte sind Schüttgut.
Die Gewinnung von Naturwerkstein erfolgte bis in die Neuzeit manuell mit Steinspaltwerkzeugen wie Brechstangen und Spaltkeilen, zum Beispiel auch durch mit Wasser aufquellende Holzkeile. Wenn der Stein keine natürlichen Klüfte aufwies, mussten Bohrlöcher für die Keile erzeugt werden, was heute mit dem Bohrhammer geschieht. Der historische Beruf des Steinhauers war mit diesen Arbeiten beschäftigt. Ein scharfer Unterschied zum Steinmetz besteht nicht immer: Die Steinhauer fertigten auch Einzelteile wie Pflastersteine. 
Seit etwa 1900 ist das Steinsägen verbreitet, das eine hohe Ausbeute erlaubt. Werkzeuge dazu sind die Helikoidalsäge, die Schrämmaschine, die Seilsäge, die Steinkreissäge und die Wasserstrahlschneidemaschine und das Flammenschneideverfahren. Rohblöcke werden nach der Gewinnung meist mit Gattersägen oder Block-Kreissägen in Tranchen zerteilt.

## Fertigungstechnik
Während Steine in der Frühgeschichte der Fertigungstechnik mit anderen Steinen bearbeitet wurden, werden sie heute einerseits auf industriellen Fertigungsstraßen durch Werkzeugmaschinen mit diamantbesetzten Werkzeugen bearbeitet, andererseits immer noch mit Handwerkzeugen und historischen Techniken. Werksteinbearbeitung gibt es von der vorgeschichtlichen bis in die heutige Zeit. Anhand der Werkzeugspuren können Arbeitsvorgänge rekonstruiert und historische Einordnungen vorgenommen werden.
Durch Urformen lassen sich auch aus den Rohstoffen Sand oder Kies mit entsprechenden Bindemitteln Werksteine fertigen (Kunststein). Sie werden wie Naturwerksteine weiterbearbeitet, zum Beispiel mit Steintrennmaschinen.
Das Drehen wird für Marmor, Alabaster, Speckstein, Sandstein und verschiedene Schmucksteine angewandt. Es war nicht nur für Kunstgegenstände und Geschirr, sondern auch zur Herstellung von Säulen als Baumaterial und Walzen für die Papierindustrie bedeutend.
Die Werksteinoberfläche erlaubt bei historischen Objekten Rückschlüsse auf die Fertigungstechniken. Man unterscheidet zwischen grober Bearbeitung mit einem Relief von einem Millimeter bis zu einigen Zentimetern und Feinbearbeitung, die das Schleifen und Polieren zusammenfasst.

### Historische Steinbearbeitung

#### Vorgeschichtliche Zeit

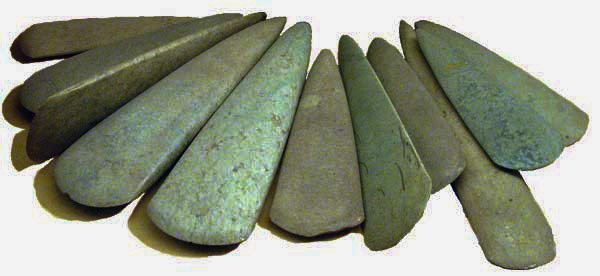
Geschliffene Steinbeile aus der Jungsteinzeit

Neben Holz ist Naturstein der älteste Baustoff der Menschheitsgeschichte. Die Natursteinhöhlen, wie z. B. die Höhle von Lascaux, die Höhle von Altamira und die Chauvet-Höhle überliefern uns eindrucksvolle Höhlenbilder, die entweder aufgemalt oder mit hartem Stein in Steinwände eingeritzt wurden.

Die erste Steinflächenbearbeitung fand in der Steinzeit im Rahmen der Steinwerkzeugherstellung statt. In der Steinzeit wurden z. B. aus Feuerstein Kerngeräte wie Faustkeile und Abschlaggeräte hergestellt. Die Gesteine wurden zunächst durch Abschläge in Form gebracht, anschließend wurden die Arbeitskanten retuschiert. In späteren Zeiten kam die Oberflächenbearbeitung durch Schliff hinzu. Vornehmlich neolithische Steinbeile wurden geschliffen. Diese Arbeit konnte, je nach Größe der Beilklinge, bis zu 24 Stunden dauern.
Die geschliffenen Prunkbeile galten als Statussymbol.
Eine weitere Form der Oberflächenbearbeitung ist das Picken. Mahlsteine wurden so aufgeraut, Felsgesteinbeilklingen durch kontrollierte Schläge in Form gebracht.

#### Altertum

##### Antikes Ägypten

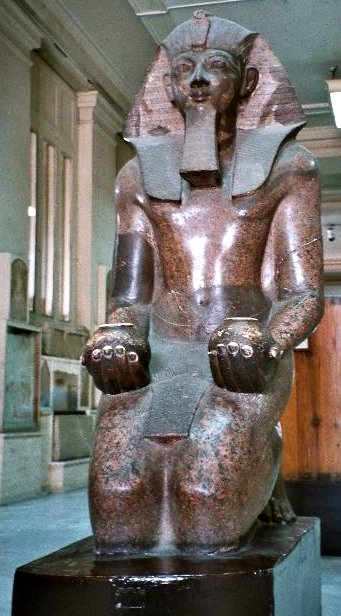
Mit Sanden und Schmirgelmasse polierte Statue von Thutmosis III.

Für die groben Arbeiten an Weich- und Hartgesteinen benutzten die ägyptischen Steinmetzen geformte und beidhändig geführte Steinhandstücke aus Dolerit oder Granodiorit. Diese Werkzeuge dienten den Ägyptern zur Gewinnung von Rohblöcken aus Granit, Diorit oder Gabbro und zur Herstellung von Steinoberflächen, die rau blieben oder weiter bearbeitet wurden. Belegt ist dieser Werkzeugeinsatz durch Funde dieser Werkzeuge und von Werkzeugresten.

Für die feinere Bearbeitung von Weichgestein wurden zwischen 1500 und 600 v. u. Z. Knüpfel aus Holz und Meißel aus Kupfer und später aus Bronze verwendet, erst danach eiserne Werkzeuge. Mit Poliersteinen (Bims) und Schmirgelmasse wie Quarzsand wurden die Steinoberflächen geglättet. Erst in der römischen Zeit wurden Eisenmeißel, eiserne Steinspaltwerkzeuge und Keile aus Eisen in Ägypten benutzt.

Die weniger wertvollen Steinoberflächen waren rau und nur Skulpturen und wertvolle Werksteine wie Sarkophage oder Gebrauchsartikel wurden mittels Schmirgelmasse, z. B. Quarzsanden poliert.

##### Antikes Griechenland
Die griechischen Steinmetzen benutzten bronzene und eiserne Spitzmeißel, möglicherweise auch Zweispitze oder Spitzhämmer. Sie benutzten Zahneisen, und nach archäologischen Funden geht man auch vom Einsatz der Zahnflächen aus. Sollten Partien mit radialen Formen wie Profile geglättet werden, benutzten die Griechen partiell Schlageisen.
Ferner Rundeisen, die keine gerade, sondern eine runde Schneide hatten. Ab Mitte des 5. Jahrhunderts finden sich Spuren von Steinbohrern. Metallene Raspeln wurden vor allem an Stellen benutzt, auf denen ein späterer Farbauftrag erfolgen sollte.
Die Skulpturen wurden mit dem Spitzeisen hergestellt und mittels dieser Arbeitstechnik an der Oberfläche „aufgehellt“, die den Skulpturen den berühmten samtnen Charakter verliehen. Die raue Oberfläche war in jener Zeit allerdings erforderlich, damit Farben anhafteten, denn die griechischen Skulpturen waren farblich gefasst.

Im Antiken Griechenland wurden steinerne Reliefs meisterlich zu Raum- und Wandgestaltung in Bauwerken eingebaut, die heute noch beispielgebend, wie der Gigantomachie-Fries des Pergamonaltars, für die Kunst der Steinbildhauerei sind. Die Steinoberflächen waren rau, und ab dem 3. Jahrhundert wurden Skulpturen poliert.

##### Antikes Rom

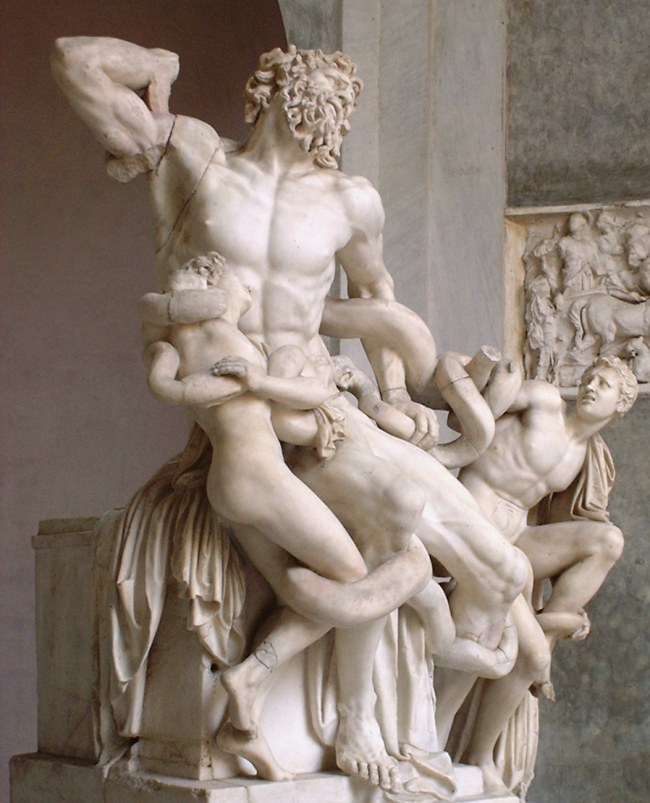
Laokoon-Gruppe aus Marmor, bei der alle Sichtflächen poliert sind

Die Römer übernahmen im Wesentlichen die Steinbearbeitungstechnik der Griechen. Steinstücke wurden im großen Stil aus griechischen Bauwerken ausgebaut und nach Rom transportiert. In der römischen Steinbearbeitung gab es einen Unterschied zur griechischen: Je näher sie der Endoberfläche des Marmors kamen, desto mehr arbeiteten sie mit dem Spitzeisen in einem flachen Winkel und benutzten Schlageisen zum Glätten, um abschließend zu polieren. Sie vermieden so eine matte Oberfläche mit den hellen Prellern im Marmor. Abschließend konnte die wertvolle Bauzier und Bauplastik optimal geschliffen und poliert werden; und sie schimmerte durchsichtig. Bauzier und Steinskulpturen wurden poliert; die weniger wertvollen Steinoberflächen blieben rau.

#### Mittelalter
Durch die Studien des Ulmer Münsterbaumeisters Karl Friedrich ist 1932 ein Standardwerk der historischen Steinoberflächen an Bauwerken im mitteleuropäischen Raum in der Zeit vom 11. bis zum 18. Jahrhundert entstanden.
 Seit 2016 ist ein neues Buch von Peter Völkle über mit dem Titel Werkplanung und Steinbearbeitung im Mittelalter, das den Friedrich ergänzt bzw. ablöst.
In Verbindung von historischen Quellen, Steinmetzwerkzeugen und Steinmetzzeichen stellt die Steinoberflächenbearbeitung einen wichtigen Teilaspekt der heutigen Bauforschung dar.

#### Vorromanik und Romanik
In der romanischen Zeit entstanden geflächte Steinoberflächen. Hergestellt wurden diese mit der Glattfläche, einem Steinbeil mit zwei Schneiden. Die Glattfläche hinterlässt nutenförmige Vertiefungen. Bei dieser wurde Nut neben Nut im Millimeterabstand geschlagen. Im späteren Zeitverlauf wurden diese Nuten beim weiteren Einebnen der Steinoberfläche schräg übergeflächt und zeitlich später kreuz und quer. Dabei entstanden unterschiedliche Muster (siehe Tabelle weiter unten), die der heutigen Bauforschung zeitliche Zuordnungen ermöglichen. Später benutzten sie eine Zahnfläche, die gezahnte Schneiden hat. Die Zahnfläche hinterlässt Reihen von punktförmigen Vertiefungen nebeneinander. Sowohl die Glatt- als auch die Zahnfläche ist ein Werkzeug, das mit beiden Händen geführt wird.

#### Gotik
Die gotischen Steinmetzen wandelten die Fläche zu einem Steinbeil mit einer Arbeitsbreite von ca. drei Zentimetern um, das sie virtuos beherrschten und als Pille bezeichnet wurde. Ferner setzten sie erstmals in Deutschland das Zahneisen ein. Das typische Steinmetzwerkzeug der Gotik, das vermutlich aus Frankreich eingeführte Scharriereisen, kam erst Mitte des 15. Jahrhunderts zum Einsatz. Das damalige Scharriereisen war etwa 5–6 cm breit. Es entstehen erstmals scharrierte Steinoberflächen. Die Hiebe dieser Werkzeuge wurden im 60°-Winkel zur Außenkante angeordnet.

#### Renaissance
In der Renaissance wurde das Scharriereisen breiter und die Steinoberflächen mit dem sog. Breitscharriereisen, das über 12 cm bis 20 cm breit war, hergestellt. Die Hiebanordnung war rechtwinkelig zur Außenkante. Ferner wurden in der Renaissance die Steinoberflächen mit der Hand geschliffen, um glatte Steinoberflächen zu erzeugen. Ein neues Werkzeug für die Sandsteinbearbeitung, der Krönel, erfanden die Steinmetzen. Dieses Werkzeug erzeugt punktförmige Vertiefungen im Millimeterbereich in der Steinoberfläche.

#### Barock, Historismus und Klassizismus
In diesen Zeitepochen finden wir eine wechselnde Bearbeitung, die sich in gespitzten, scharrierten bis zu geschliffenen Steinoberflächen ausdrückt. Die von Hand ausgeführten Hiebe wurden auf gesägten Flächen bereits meist gestelzt. Das Hartgesteinswerkzeug, der Stockhammer wurde erfunden, weil zunehmend Hartgestein bearbeitet wurde.

Mit den Erfindungen der maschinellen Steinbearbeitung mit Steinsägen und Steinschleifmaschinen wurde es im großen Stil möglich, geschliffene und polierte Steinoberflächen herzustellen.

#### Übersicht: 11.bis 18.Jahrhundert
Die nachfolgende Übersicht zeigt die Entwicklung der historischen Steinoberflächen mit handgeführten Steinmetzwerkzeugen des Ulmer Münsterbaumeisters Karl Friederich vom 11. bis 18. Jahrhundert.
| Bearbeitung            | Werkzeug                       | Oberfläche                                  | Randschlag              | Zeit |
| ---------------------- | ------------------------------ | ------------------------------------------- | ----------------------- | --- |
| Abspitzung             | Zweispitz bzw. Spitzeisen      | —                                           | sehr schmal, ca. 1,5 cm | Bis Mitte 11. Jahrhundert |
| Gemusterte Abspitzung  | Zweispitz bzw. Spitzeisen      | —                                           | sehr schmal, ca. 1,5 cm | Bis Mitte 11. Jahrhundert |
| Abarbeitung            | Glattfläche                    | noch keine gewollte Ordnung der Hiebe       | sehr schmal             | Bis Anfang 12. Jahrhundert |
| Abflächung             | Glattfläche oder Schlageisen   | gewollte Ordnung der Hiebe                  | sehr schmal             | Bis Mitte 12. Jahrhundert |
| Musterung              | Glattfläche                    | elsässisches Fischgratmuster ist Sonderform | mittelbreit, ca. 2,5 cm | Erste Hälfte 12. Jahrhundert |
| Überflächung           | Glattfläche                    | grobe Bearbeitung                           | mittelbreit             | Wenn nach Überflächung eine Zahnflächung stattfand, endet diese Ende des 12. Jahrhunderts. Fand keine Überflächung statt, vollzog sich ein allmählicher Übergang zur Glattpillung. |
| Zahnflächung           | Zahnfläche                     | grobe Bearbeitung                           | sehr breit, ca. 4,5 cm  | Ende 12. Jahrhundert bis Ende 13. Jahrhundert |
| Zahnpillung            | schmale Zahnfläche (Zahnpille) | feine Überarbeitung                         | sehr schmal             | Bis nach Mitte 14. Jahrhundert |
| Glattpillung           | schmale Glattfläche (Pille)    | —                                           | sehr schmal             | Bis Mitte 15. Jahrhundert |
| Scharrierung           | Scharriereisen, schmal         | —                                           | schmal                  | Von Mitte 15. Jahrhundert bis 17. Jahrhundert |
| Breitscharrierung      | Scharriereisen, breit          | Scharrierhiebe sehr grob und senkrecht      | mittelbreit             | Seit Mitte 17. Jahrhundert |
| Wechselnde Bearbeitung |                                | gespitzt, scharriert, geschliffen           | meist gestelzt          | 16. Jahrhundert |

#### Außereuropäische Kulturen

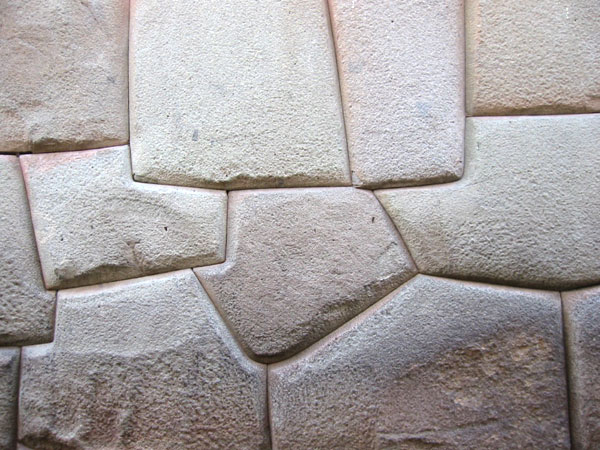
Fugenlose Mauer der Inkas aus Granodiorit in Cusco

Große technische, handwerkliche und übermenschlich erscheinende Leistungen haben auch die außereuropäischen Völker bei der Bearbeitung von Natursteinflächen erbracht, als sie fugenlose Mauern und Wände aus riesigen Steinen zusammensetzten, beispielsweise die Inkas in Cusco und die Khmer-Kultur in Angkor Wat. Steine bis zu 160 Tonnen wurden passgenau bearbeitet und transportiert. Diese Leistungen werfen Fragen auf, die nicht abschließend beantwortet sind. So kam es zu spektakulären Behauptungen. Die Leistungen der Inkas in Machu Picchu und Cusco werden von Grenzwissenschaftlern  mit außerirdischen Kräften oder dem Einsatz von „Steinweichmachern“ erklärt. Mittlerweile konnten einige Fragen der damaligen Steinbautechnik auf geologische und einfache physikalische Grundgesetze zurückgeführt werden. Die Bearbeitungstechniken und die Verwendung von Werkzeugen in den außereuropäischen Ländern sind bisher wenig erforscht.